# Groc
El groc és el color que té una longitud d'ona compresa entre els 565 nm i els 590 nm. El groc és el complement del porpra en el sistema RYB, i del blau en el RGB), i com a tal, els pigments grocs absorbeixen la llum blava.
La paraula prové del llatí crocus, «safrà», que al seu torn prové de la figura de la mitologia grega Κρόκος. El groc és també un dels pigments primaris en el model RYB. La fòbia del groc es diu xantofòbia.

## Etimologia
Groc prové del llatí crŏcus ‘safrà’ i ‘color groc’, i aquest, del grec krókos ‘safrà’. La primera font en català data del segle xiv. És un origen diferent al d'altres llengües de l'entorn de la catalana com l'occità i el francès (jaune) o l'italià (giallo), provinents d'un altre mot llatí, gălbĭnum, i al d'altres llengües de la península Ibèrica, com l'aragonès amariello, el castellà amarillo, l'asturià mariellu o el gallec i el portuguès amarelo provinents del llatí vulgar amarēllus.

## Lèxic i tons del color groc
Hi ha diferents tonalitats de groc com ara: or, or vell, groc daurat, llimona, mostassa i caqui. Però no totes les llengües codifiquen amb les mateixes paraules el color groc, de fet els termes bàsics de color divideixen l'espectre cromàtic de diferents maneres segons l'idioma. Existeixen les següents possibilitats:
- Idiomes que no tenen cap terme referit al color groc perquè empren menys termes de color
- Llengües que agrupen el groc i el vermell en un sol mot, com determinades famílies lingüístiques africanes o ameríndies
- Idiomes que consideren el verd i el groc un sol color
- Llengües que uneixen el verd, el groc i el blau en una paraula comuna
- Llengües com el català que diferencien el groc com un to bàsic

## Connotacions del groc
- Aquest color s'associa al papat, ja que és un dels colors de la bandera de l'Estat del Vaticà.
- La premsa groga és la sensacionalista de baixa qualitat.
- Els groguets són l'equip de futbol Vila-real CF, així com els seus seguidors.
- En anglès el groc s'associa amb la covardia. En altres llengües es relaciona amb l'avarícia.
- En alguns països i ciutats (com parcialment a Barcelona) els taxis són de color groc. La pràctica té el seu origen a Nova York, on un taxista pintà el seu taxi de groc després de descobrir que és el color que més fàcilment es veu de lluny.
- Els llapis típics es pintaven de groc perquè el millor grafit venia de la Xina i aquest color s'associava als xinesos (pel seu emperador).
- Com que està associat a la monarquia, està present en molts escuts.
- Una targeta groga en futbol és un avís, a la segona es mostra la vermella i hi ha expulsió.
- El mallot groc simbolitza el lideratge en el Tour de França, prova reina del ciclisme.
- Un «riure groc» o fins i tot una «persona groga» en les cultures àrab i francesa vol dir falsedat.
- A mar, la bandera groga significa «bany amb precaució».
- En la cromoteràpia s'usa per animar un pacient, ja que és el color del sol, de la llum i l'alegria.
- És el color de la mala sort al teatre perquè Molière va morir a escena vestit d'aquest color.
- Com és el to de l'or, té a veure amb la riquesa.
- A Catalunya és el color dels contenidors per a reciclar el plàstic.
- Les pàgines grogues inclouen els telèfons dels comerciants d'una localitat.
- L'hinduisme l'associa a l'activitat intel·lectual.
- A Itàlia un giallo (groc) és una novel·la de misteri o de policia.
- Als semàfors l'entremig entre el verd i el roig. Si està intermitent significa precaució.
- En la política el color groc és símbol del liberalisme en certs països
- Des d'octubre 2017 a Catalunya, el groc va tornar a ser un color per reclamar la llibertat dels presos polítics catalans. Ja al 1705 els partidaris de defensar les Constitucions i llibertats catalanes, el van adoptar com a divisa dels seus ideals de llibertat.[8][9]

## Història, art i moda

### Prehistòria
El groc, en forma de pigment ocre groc fet d'argila, va ser un dels primers colors utilitzats en l'art rupestre prehistòric. Les coves de Lascaux tenen una imatge d'un cavall de color groc que es calcula que té 17.300 anys.

### Història antiga
A l'antic Egipte, el groc s'associava amb l'or, que es considerava etern i indestructible. Es creia que la pell i els ossos dels déus estaven fets d'or. Els egipcis utilitzaven el groc àmpliament en les pintures de tombes; normalment utilitzaven ocre groc o orpiment brillant, encara que estava fet d'arsènic i era altament tòxic. Es va trobar una petita caixa de pintura amb pigment d'orpiment a la tomba del rei Tutankamon. Els homes sempre es mostraven amb cares marrons, les dones amb cares amb colors grocs ocre o daurats.
Els antics romans utilitzaven el groc en les seves pintures per representar l'or i també en els tons de pell. Es troba freqüentment als murals de Pompeia.

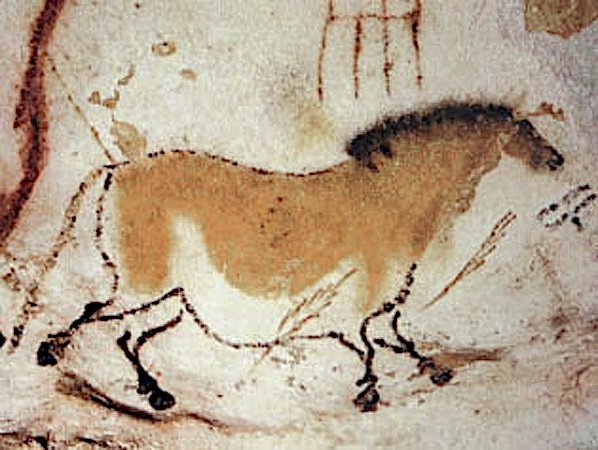
Imatge d'un cavall acolorit amb ocre groc a les coves de Lascaux.
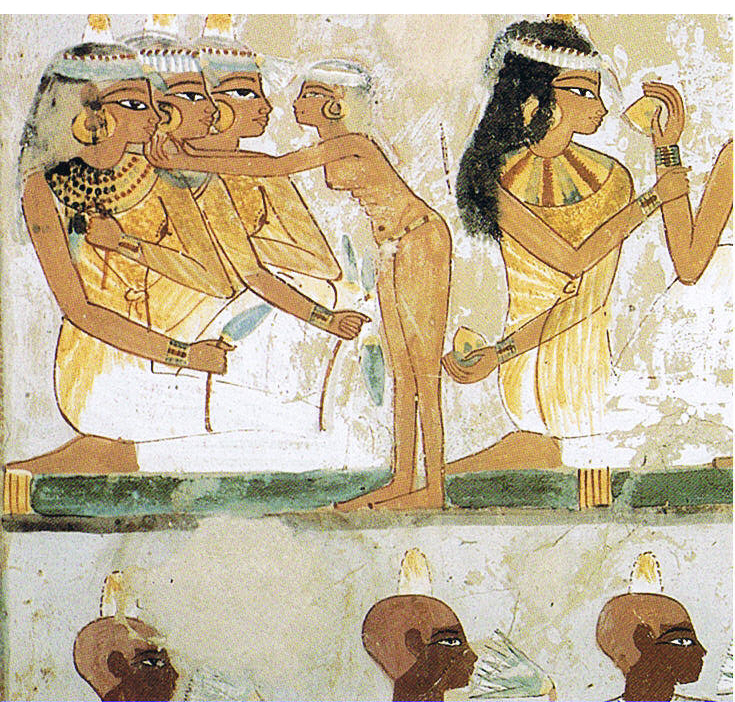
Pintures a la tomba de Nakht a l'antic Egipte (segle XV aC).
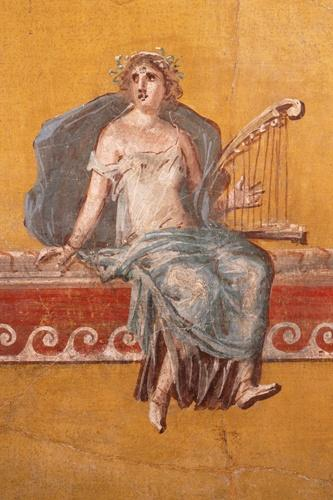
L'ocre groc s'utilitzava sovint en les pintures murals de les viles i ciutats de l'antiga Roma.
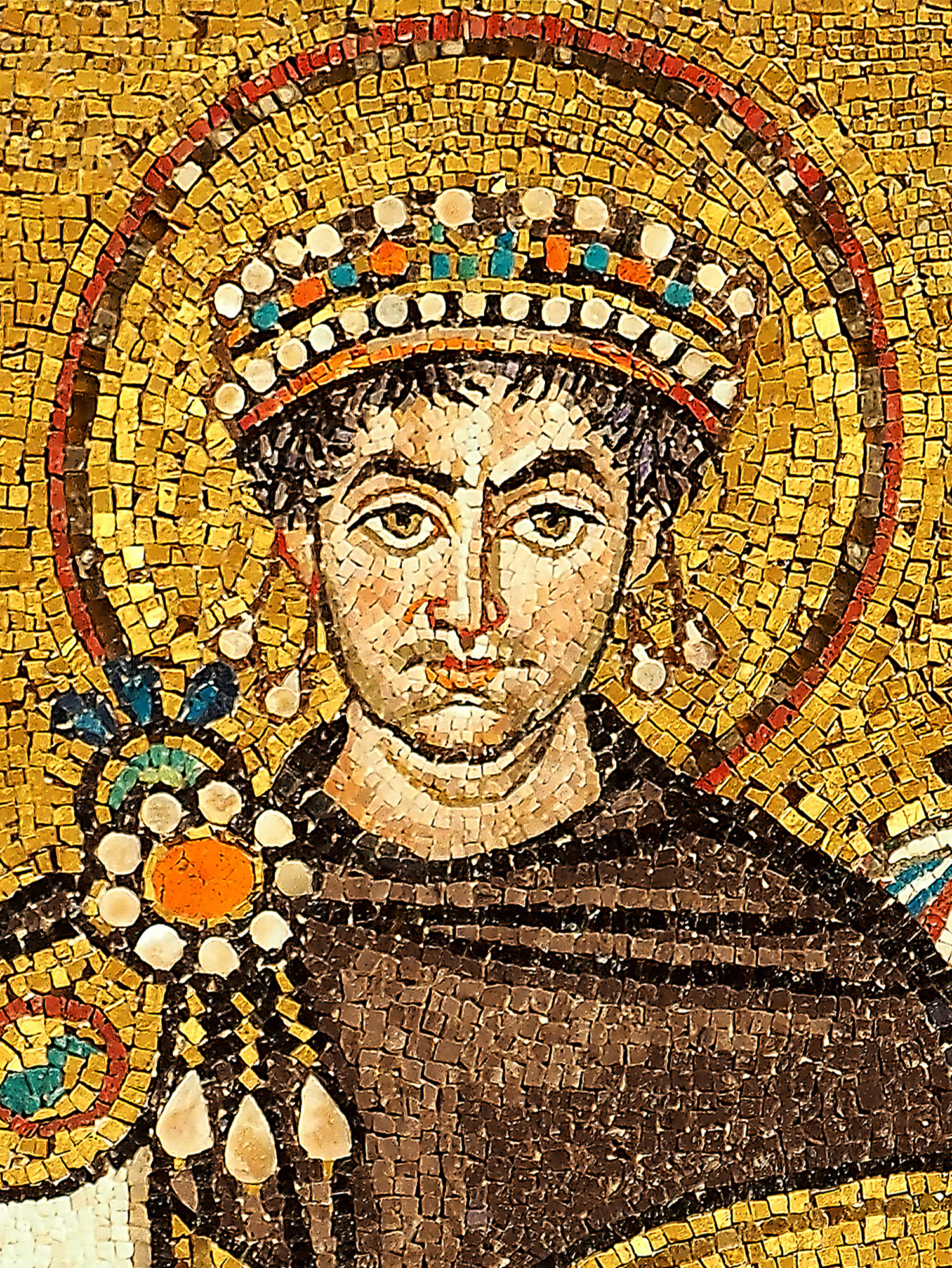
L'art romà d'Orient va fer un ús generós de l'or, vist en aquest detall del mosaic de l'emperador Justinià de la Basílica de San Vitale a Ravenna, Itàlia (abans del 547 dC).
La bandera de la dinastia dels Paleòlegs dels emperadors romans d'Orient era vermella i daurada.

### Simbolisme del groc durant l'edat mitjana
El significat dels colors en tots els pobles de l'antiguitat té un origen comú: la religió Persa, basada en dos colors primigenis, el blanc i el negre, que es tradueix simbòlicament en el dualisme de la llum i les tenebres. Aquesta dualitat és present ja des de la protohistòria i s'estén a la Xina, Egipte, Grècia i Roma. Més endavant es popularitza l'organització ternària: blanc – vermell – negre, que perdurarà fins ben entrada l'època medieval. El color groc, doncs, queda oblidat en tots els aspectes on arriba el llenguatge dels colors: en l'aspecte diví, en el sagrat i en el profà. Pels voltants del segle X la tríada de colors blanc/ vermell/ negre va desapareixent per deixar pas a noves combinacions de colors. Entre ells el groc, que va guanyant popularitat. Aquestes noves combinacions de colors aniran vestint l'imaginari dels valors cristians de l'època.
Podem veure a un poema de l'occità Bernat de Ventadorn (1130-1145 / 1190-1200) com la gamma de colors al món literari medieval s'amplia:
Tant ai mo cor ple de joya,
tot me desnatura.
Flor blancha, vermelh'e groya
me par la frejura,
c'ab lo ven et ab la ploya
me creis l'aventura,
per que mos pretz mont'e poia
e mos chans melhura.
Tan ai al cor d'amor
de joi e de doussor,
per que'l gels me sembla flor

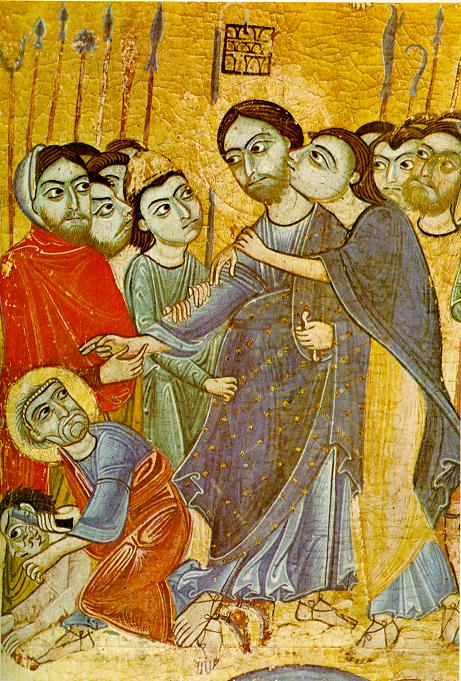
Judes Iscariot vestit de groc

El significat del color groc en la societat de la baixa edat mitjana va evolucionant amb els segles. En un primer moment simbolitza la llum, la claror, la font de la vida o el sol. També se li confereix la propietat de reflectir la llum i així fer brillar els objectes, qualitat que es tradueix en quelcom màgic i diví. El groc és apreciat també pel contrast amb la foscor i les tenebres. Però aquestes qualitats positives, contrasten de ple amb el simbolisme negatiu que va prenent aquest color, ja que és pels voltants d'aquesta etapa quan comença a associar-se a la infàmia i a la traïció, a la debilitat espiritual o a la cobdícia. Nombrosos frescos i vitralls de Judes vestint túnica groga popularitzen aquesta càrrega simbòlica negativa. Igualment, els jueus condemnats per heretgia durant la baixa i l'alta edat mitjana, són obligats a vestir de color groc. Aquesta actitud va arribar fins a l'extrem de prohibir qualsevol roba sacerdotal d'aquest color (a partir de l'any 1833) en l'Església catòlica.
Però es pot confondre la debilitat per la llum que apreciaven els artistes medievals utilitzant tons daurats amb el pur groc. Durant tota l'època medieval es valora en extrem el que és brillant, sigui platejat o sigui daurat. I és precisament la tonalitat daurada la que pren tota la càrrega simbòlica positiva enfront dels grocs més purs. El daurat també és llum i divinitat. Les aurèoles de Jesucrist, la Verge, els Sants o els àngels, seran pintades i representades amb colors daurats, i a vegades també la llum del dia. Igualment Sant Pere sovint és representat en frescos medievals o en miniatures de manuscrits vestint túnica daurada. És curiós també el simbolisme que prenen alguns aliments daurats o groguencs, com ara el blat, la mantega o la mel, que representaven riquesa i saviesa.

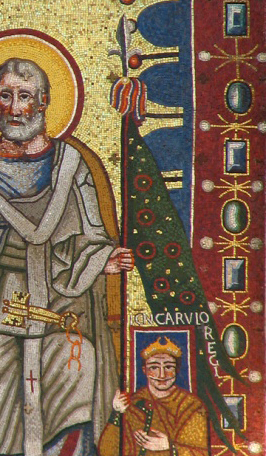
Estandard de Carlemany

El daurat també té un gran protagonisme en el món cavalleresc de la mà de Carlemany, ja que és precisament l'heràldica daurada de la llengua de foc (l'orie flamme) que uneix les seves tropes, que a escala simbòlica es tradueix com il·luminació de Déu.
A la Cançó de Rotllà també s'aprecia aquesta presència en tot el que és brillant, ja sigui a l'hora de descriure l'armament o la vestimenta dels cavallers. El color groc, i les tonalitats que se'n deriven, mantindran aquesta càrrega simbòlica forta i ambigua al llarg dels segles, arribant així als nostres dies.«E, Durendal, cum es bele e clere e blanche! Cuntre soleill si luises e reflambes.» (trad.: Ah, Durandart, que bella, clara i blanca ets! Contra el sol brilles i fogalleges)

### Història moderna
Al Renaixement va començar la tradició de marcar els forasters no cristians, com els jueus, amb el color groc. A l'Espanya del segle XVI, els acusats d'heretgia i que es negaven a renunciar als seus punts de vista es veien obligats a presentar-se davant la Inquisició espanyola vestits amb una capa groga.
El color groc s'ha associat històricament amb els prestadors i les finances. El símbol de tres orbes d'or es troba a l'escut de la Casa dels Mèdici, una famosa dinastia italiana de banquers i prestadors del segle XV.

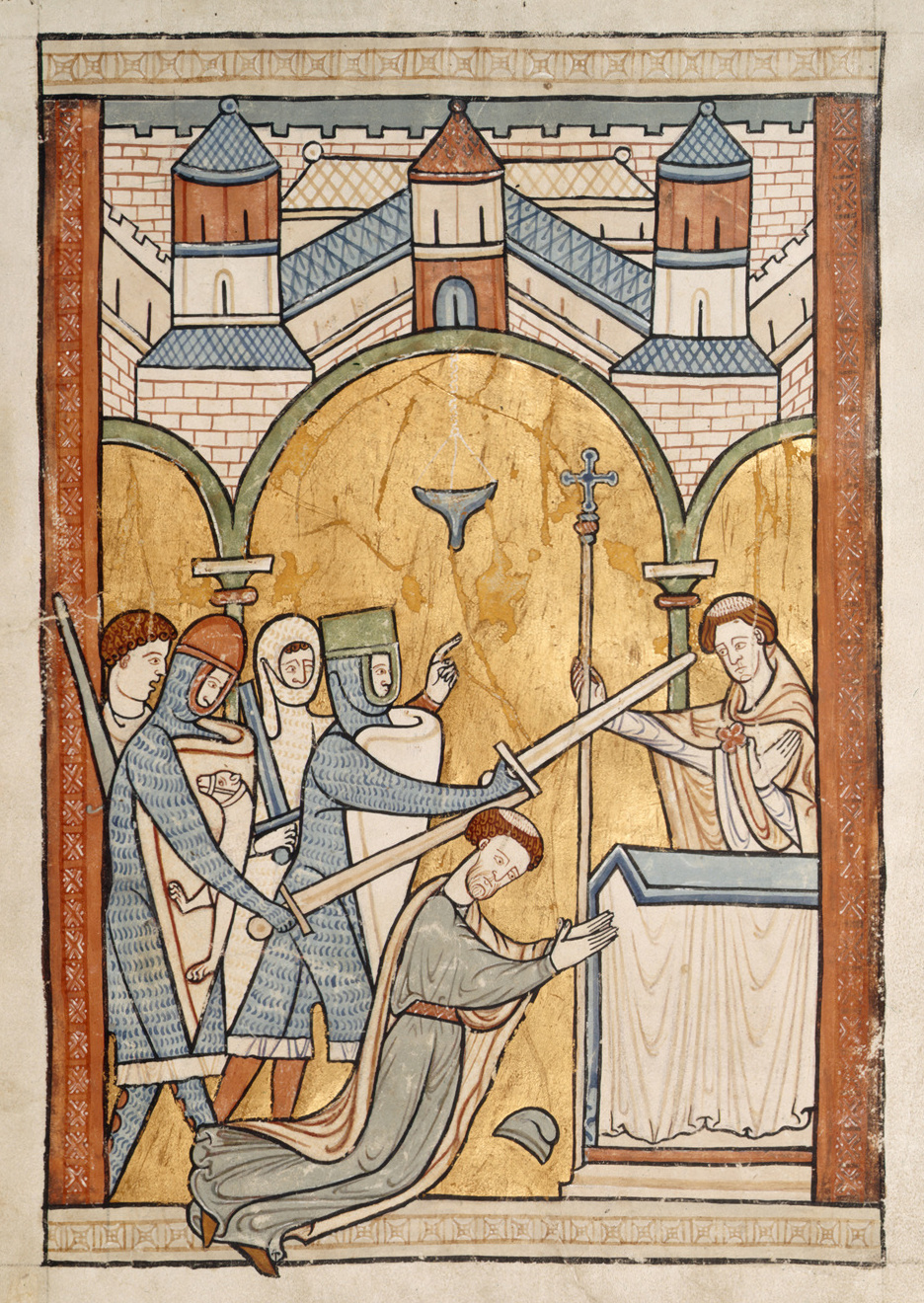
El safrà s'utilitzava de vegades com a pigment en manuscrits medievals, com ara aquesta pàgina que mostra l'assassinat de Thomas Becket a la Catedral de Canterbury, c. 1200
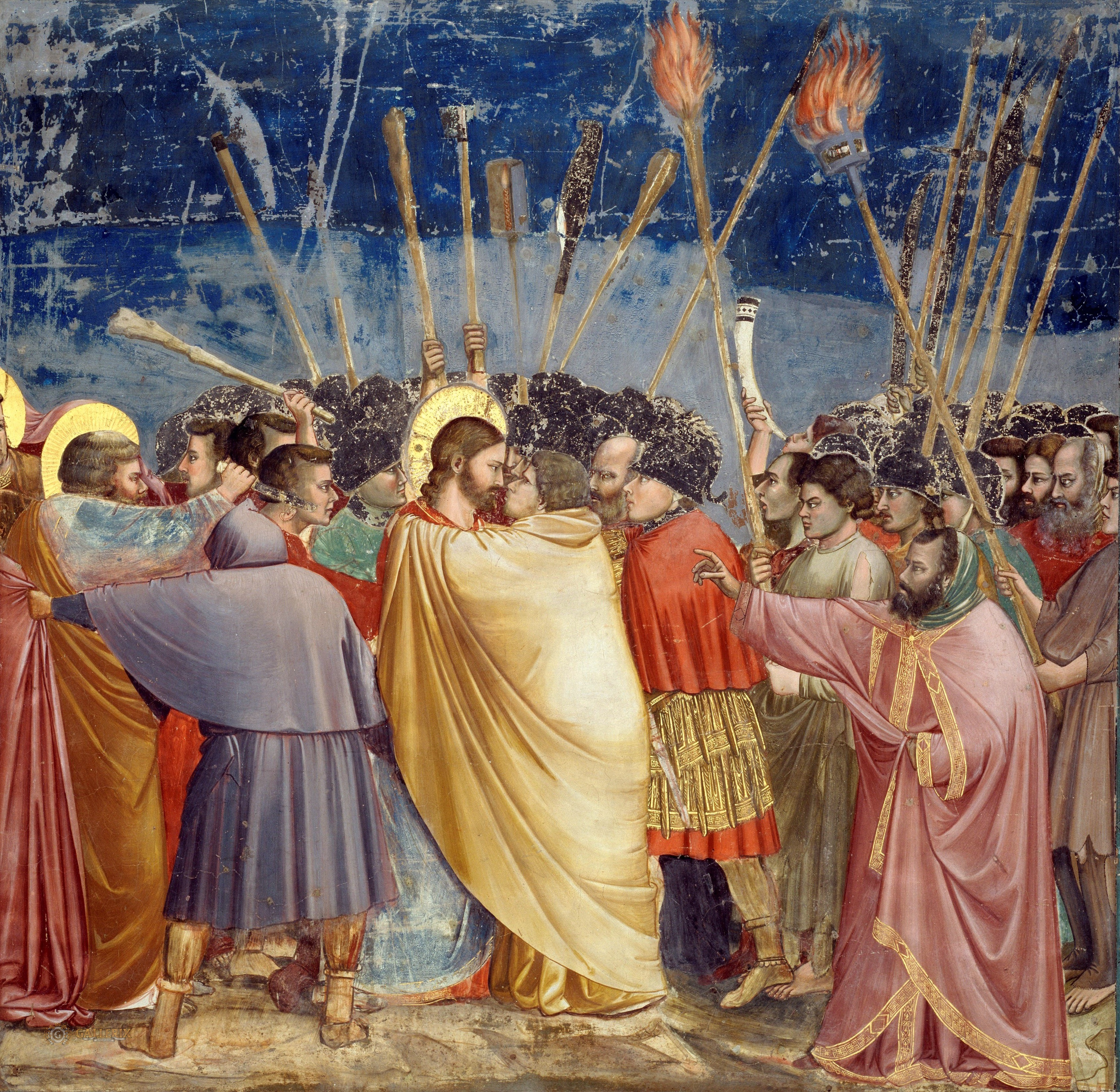
El Petó de Judes (1304–06) de Giotto di Bondone, va seguir la tradició medieval de vestir Judas Iscariote amb una túnica groga.
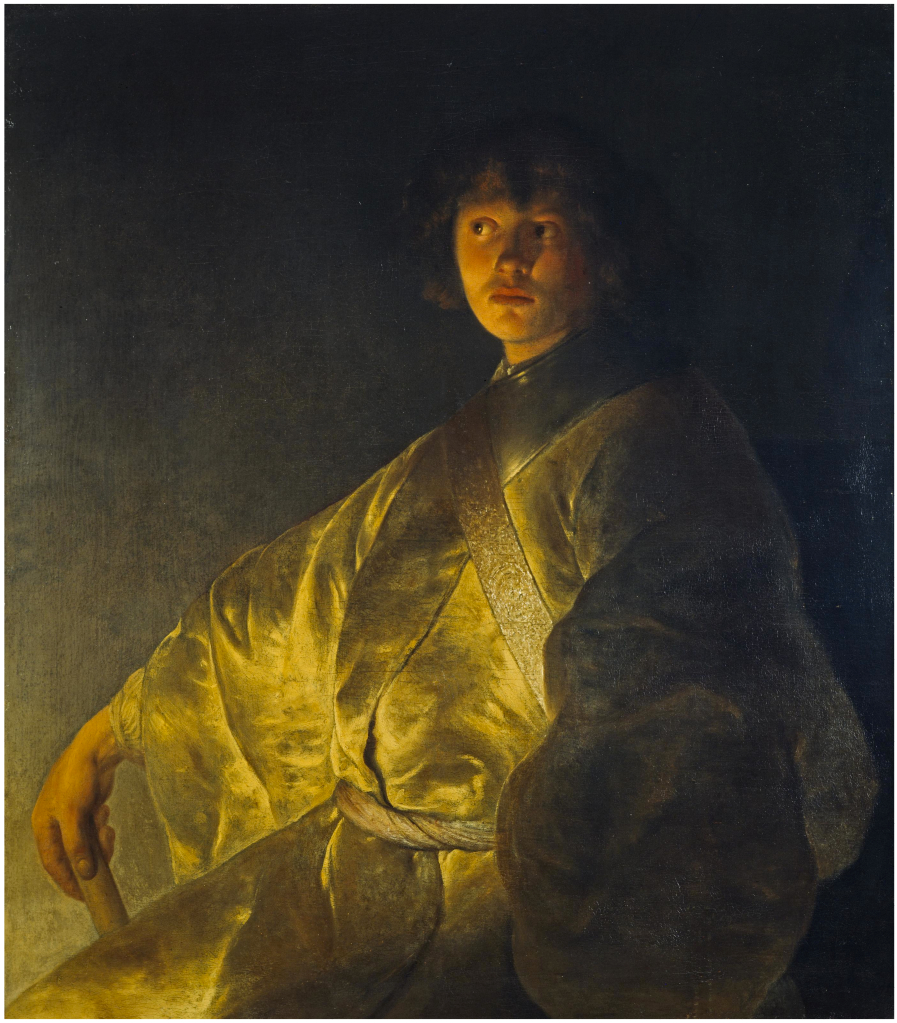
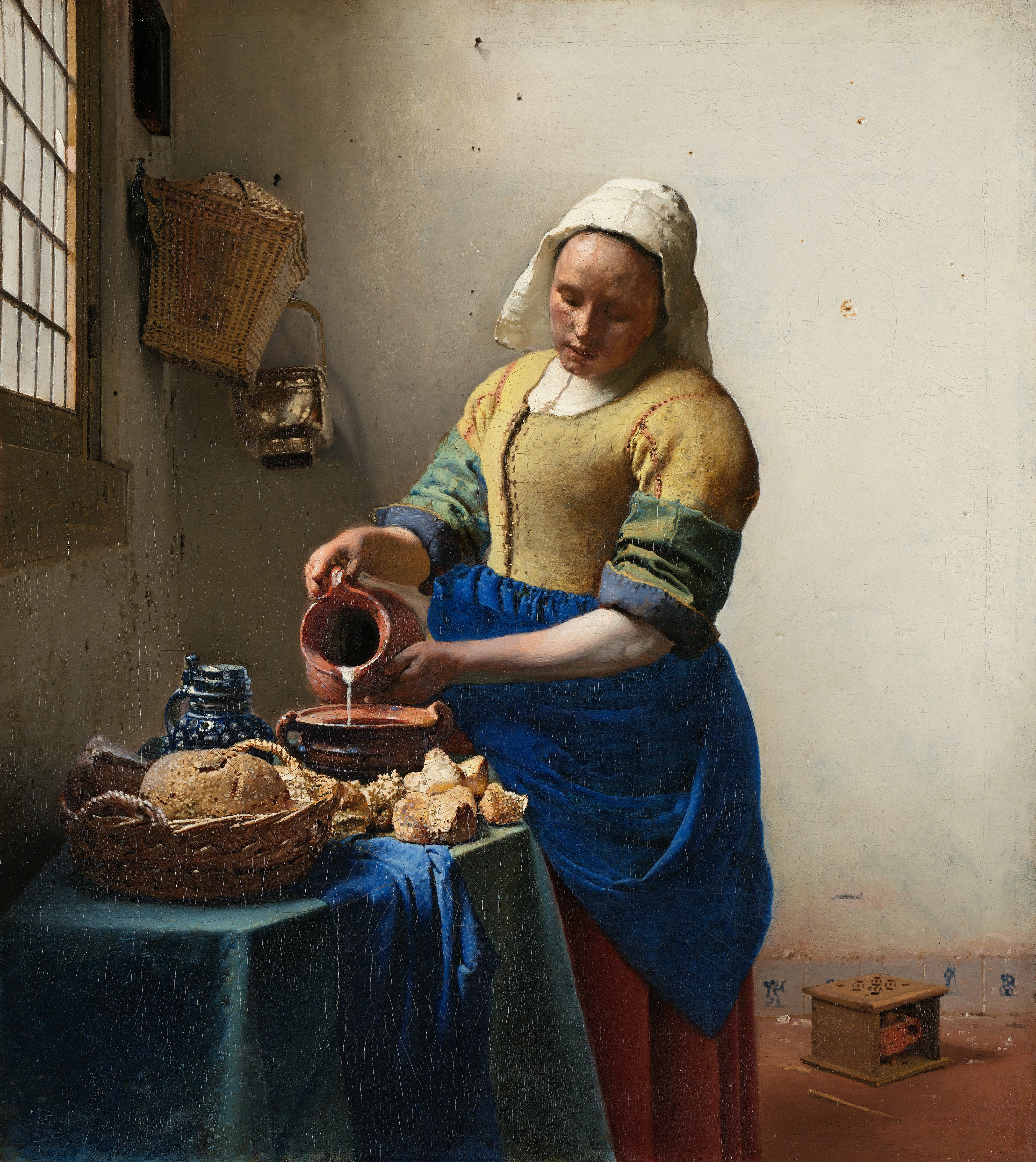
La lletera de Johannes Vermeer, c. 1658

### Història contemporània
Els segles xviii i xix van veure el descobriment i la fabricació de pigments i tints sintètics, que ràpidament van substituir els tradicionals grocs fets amb arsènic, orina de vaca i altres substàncies.
Cap al 1776, Jean-Honoré Fragonard va pintar La lectora on la jove retratada va vestida amb un vestit groc safrà brillant. Aquesta pintura és considerada per molts crítics com «una de les més atractives i magistrals de Fragonard».
El pintor britànic del segle xix Joseph Mallord William Turner va ser un dels primers d'aquell segle a utilitzar el groc per crear estats d'ànim i emocions, de la mateixa manera que els compositors romàntics utilitzaven la música. La seva pintura Pluja, vapor i velocitat. El gran ferrocarril de l'Oest estava dominada per núvols grocs brillants.
Georges Seurat va utilitzar els nous colors sintètics en les seves pintures experimentals compostes per petits punts de colors primaris com a Tarda de diumenge a l'illa de la Grande Jatte (1884–86). No sabia que el nou pigment groc sintètic, groc de zinc o cromat de zinc, que utilitzava a les gespades de color verd clar, era altament inestable i es tornaria marró ràpidament.
El pintor Vincent van Gogh era un admirador particular del color groc, el color del sol. Escrivint a la seva germana des del sud de França l'any 1888, va escriure: «Ara estem tenint un bon temps càlid i sense vent que és molt beneficiós per a mi. El sol, una llum que a falta d'una paraula millor només puc anomenar groc, groc sofre brillant, o llimona pàl·lid. Què bonic és el groc!» A Arles, Van Gogh va pintar gira-sols dins d'una petita casa que va llogar al nº 2 de Place Lamartine, una casa pintada amb un color que Van Gogh va descriure com a «groc mantega». Van Gogh va ser un dels primers artistes que va utilitzar pintures fabricades comercialment, en lloc de pintures que fes ell mateix. Va utilitzar el tradicional ocre groc, però també el groc de crom, fet per primera vegada el 1809; i groc de cadmi, fet per primera vegada el 1820.
A finals del segle xix, el 1895, va començar a aparèixer una nova forma d'art popular als diaris de Nova York; la tira còmica a color. Va aprofitar un nou procés d'impressió en color, que utilitzava separació de colors i tres colors diferents de tinta; magenta, cian i groc, més negre, per crear tots els colors de la pàgina. Un dels primers personatges de les noves tires còmiques va ser un nen humorístic dels carrers de Nova York anomenat Mickey Dugen, més conegut com The Yellow Kid, per la camisa de dormir groga que portava. Va donar el seu nom (i color) a tot el gènere del periodisme popular i sensacionalista, que es va conèixer com a premsa groga.

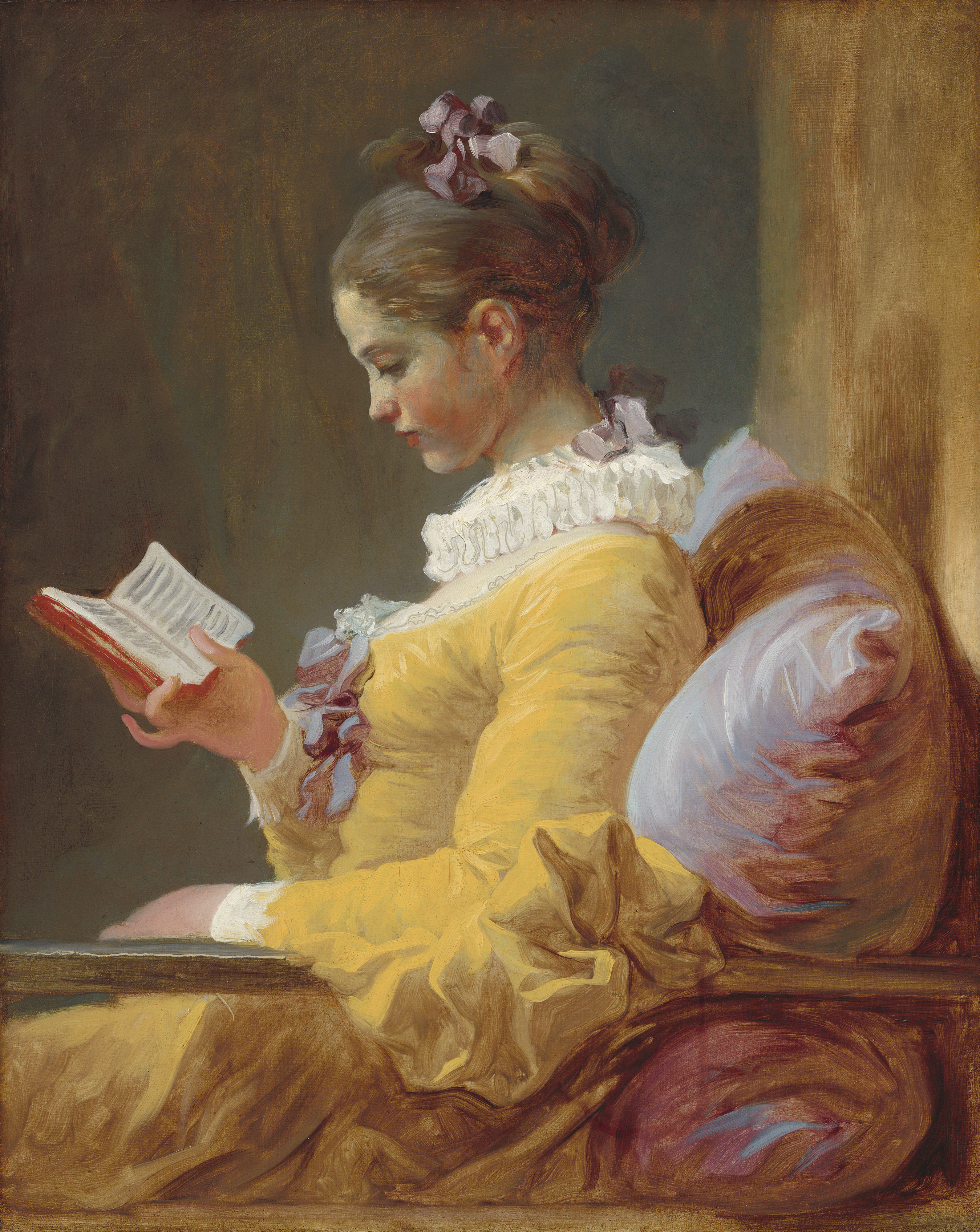
Una jove lectora, o La lectora. Jean-Honoré Fragonard, c. 1776, 32" x 25 1/2" National Gallery of Art, Washington, D.C.
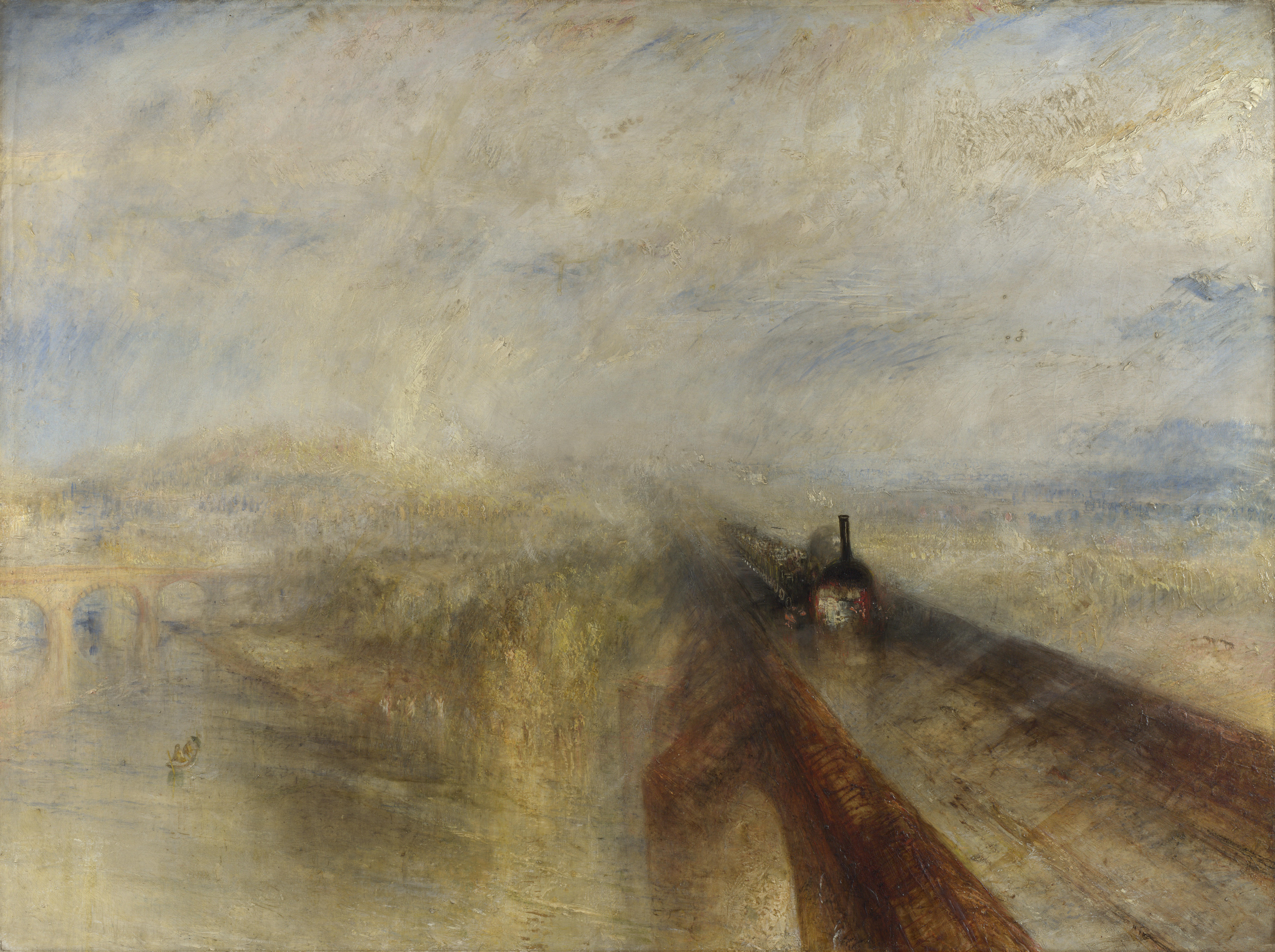
Pluja, vapor i velocitat. El gran ferrocarril de l'Oest. (1844). El pintor britànic Joseph Mallord William Turner va utilitzar núvols grocs per crear un estat d'ànim, com els compositors romàntics de l'època utilitzaven la música.
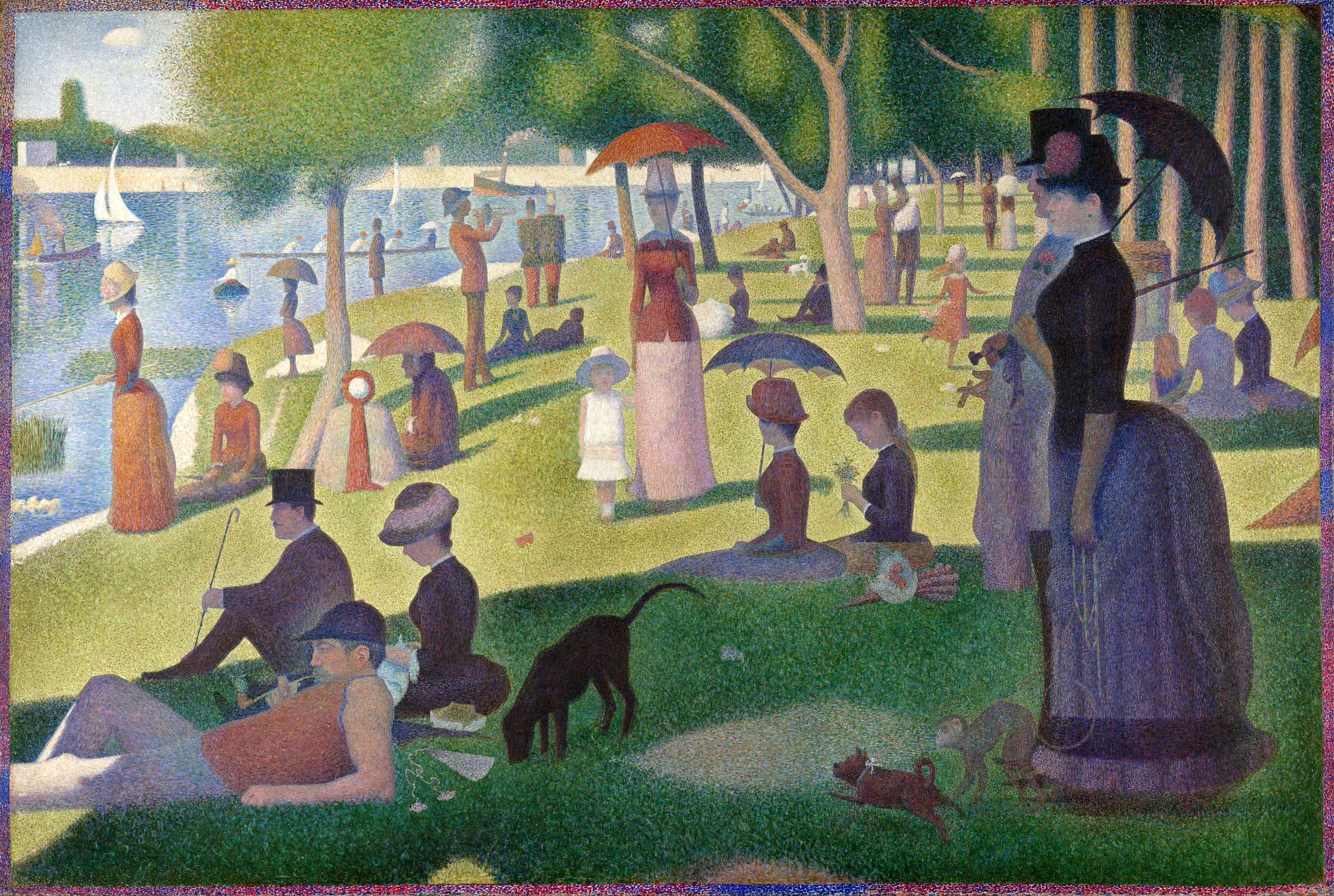
Georges Seurat va utilitzar un nou pigment, el groc de zinc, a la gespa verda de Tarda de diumenge a l'illa de la Grande Jatte (1884–86). No sabia que la pintura es deterioraria ràpidament i es tornaria marró.
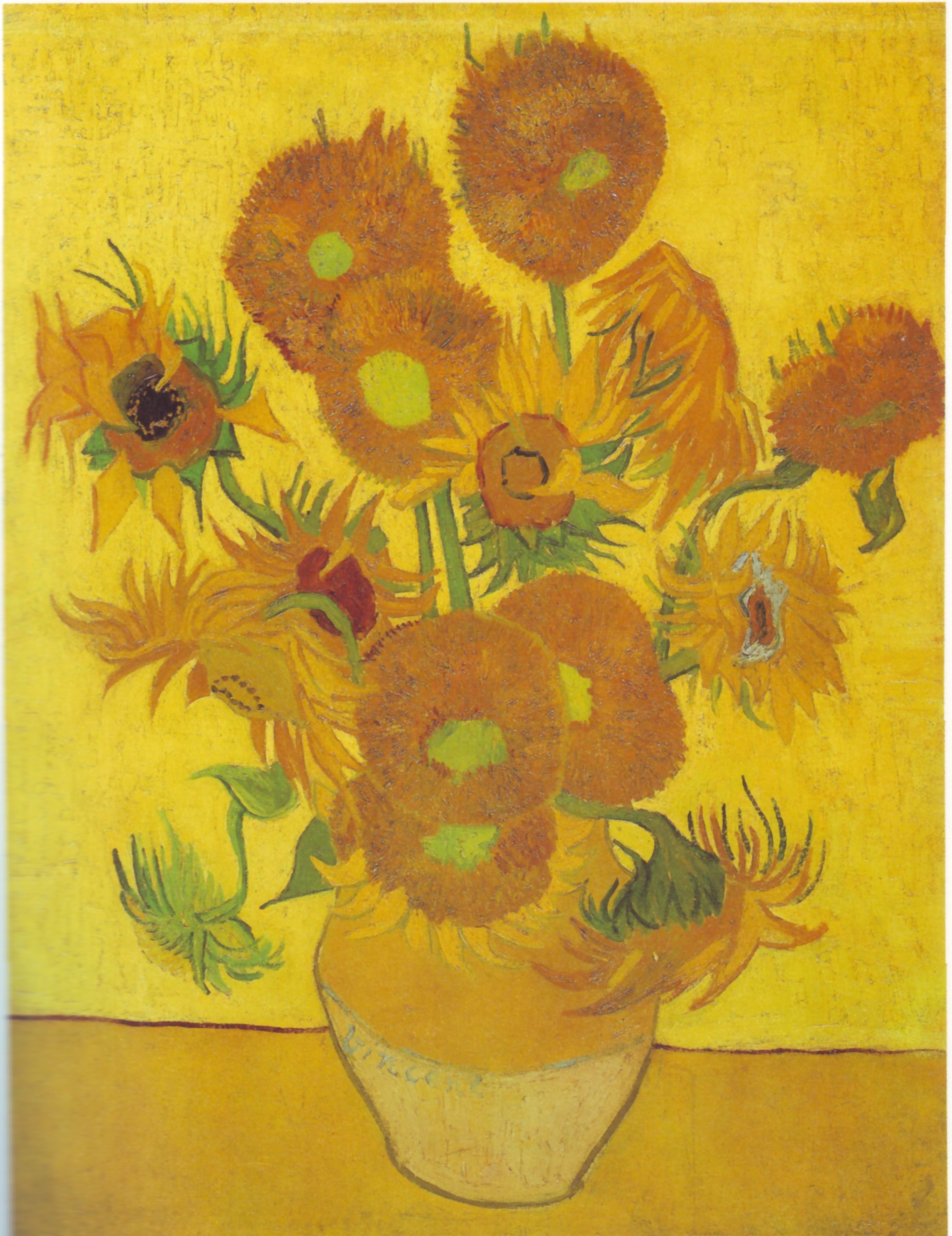
Els gira-sols (1888) de Vincent van Gogh és una font de grocs.
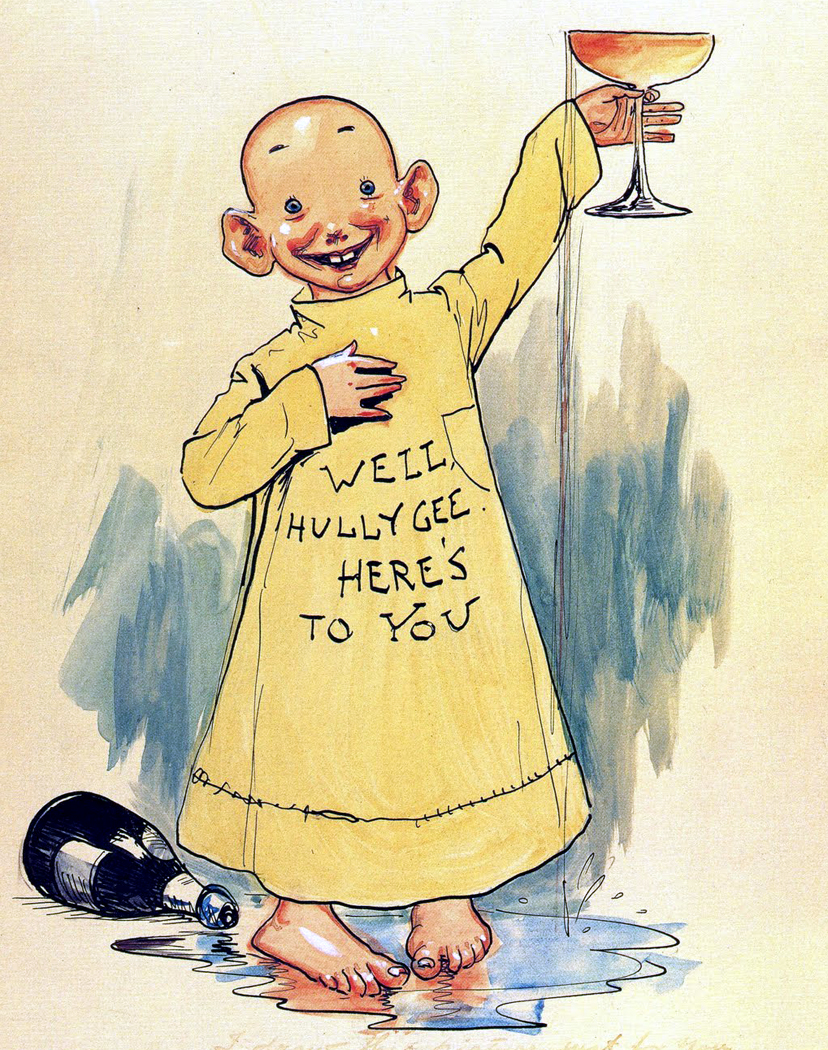
The Yellow Kid (1895) va ser un dels primers personatges de la tira còmica. Va donar el seu nom a un tipus de reportatge sensacionalista anomenat premsa groga.
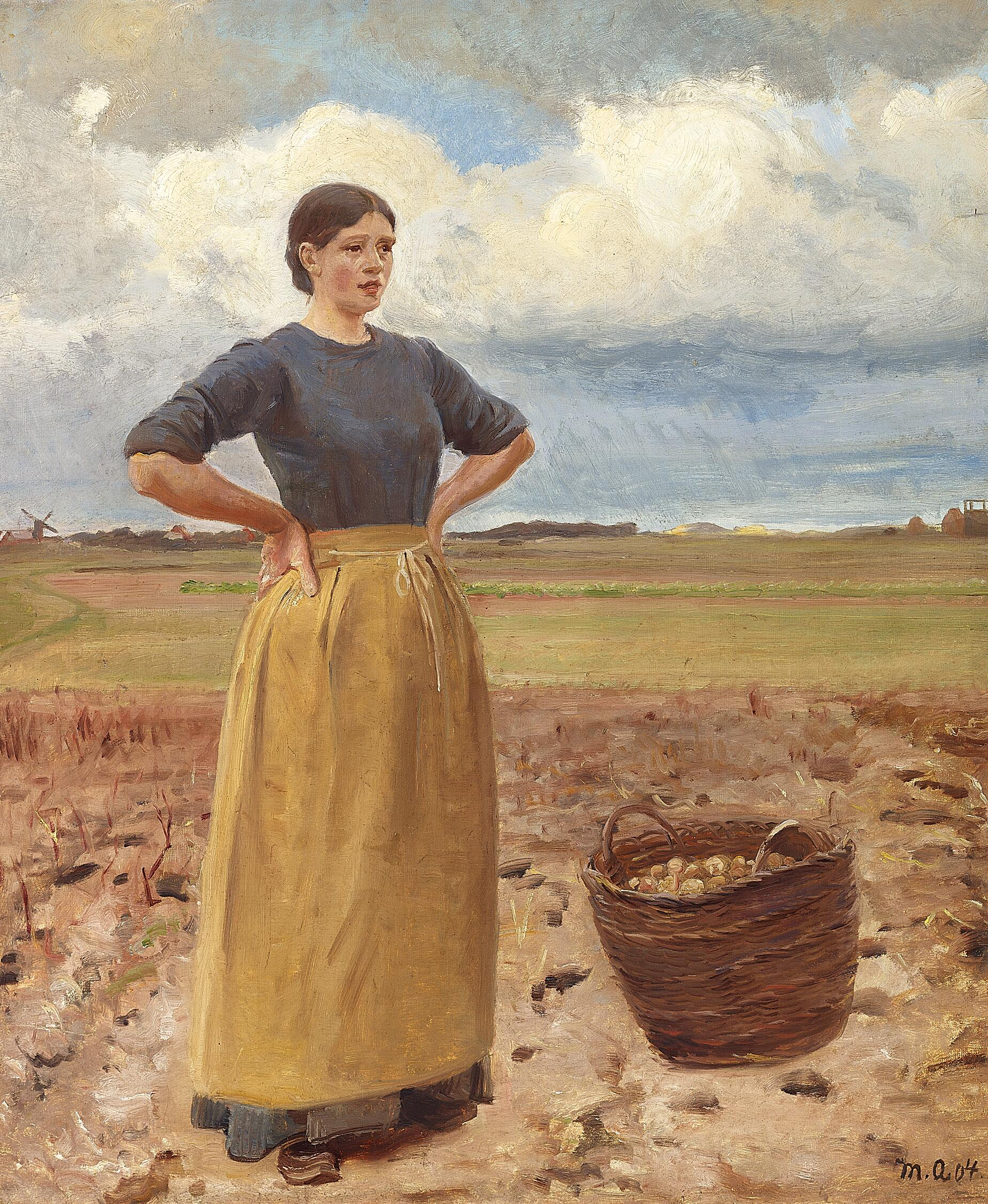
Dona jove per Michael Ancher.

Al segle xx, el groc va reviure com a símbol d'exclusió, com ho havia estat a l'Edat Mitjana i al Renaixement. Els jueus de l'Alemanya nazi i dels països ocupats pels alemanys havien de cosir triangles grocs amb l'estrella de David a la seva roba.
Al segle xx, els pintors modernistes van reduir la pintura als seus colors i formes geomètriques més simples. El pintor modernista holandès Piet Mondrian va fer una sèrie de pintures que consistien en un llenç blanc pur amb una quadrícula de línies negres verticals i horitzontals i rectangles de groc, vermell i blau.
El groc va ser especialment valorat al segle XX per la seva gran visibilitat. A causa de la seva capacitat de veure's bé des de grans distàncies i a grans velocitats, el groc és el color ideal per veure's des dels automòbils en moviment. Sovint va substituir el vermell com el color dels camions de bombers i altres vehicles d'emergència, i era popular als rètols de neó, especialment a Las Vegas i a la Xina, on el groc era el color més estimat.
El segle XXI va veure l'ús de materials i tecnologies inusuals per crear noves maneres d'experimentar el color groc. Un exemple va ser el Weather Project, de l'artista danès-islandès Olafur Eliasson, que es va instal·lar a l'espai obert del Turbine Hall de la Tate Modern de Londres el 2003. Eliasson va utilitzar humidificadors per crear una fina boira a l'aire mitjançant una barreja de sucre i aigua, així com un disc semicircular format per centenars de làmpades monocromàtiques que irradiaven llum groga. El sostre de la sala estava cobert amb un enorme mirall, en el qual els visitants podien veure's com petites ombres negres contra una massa de llum.

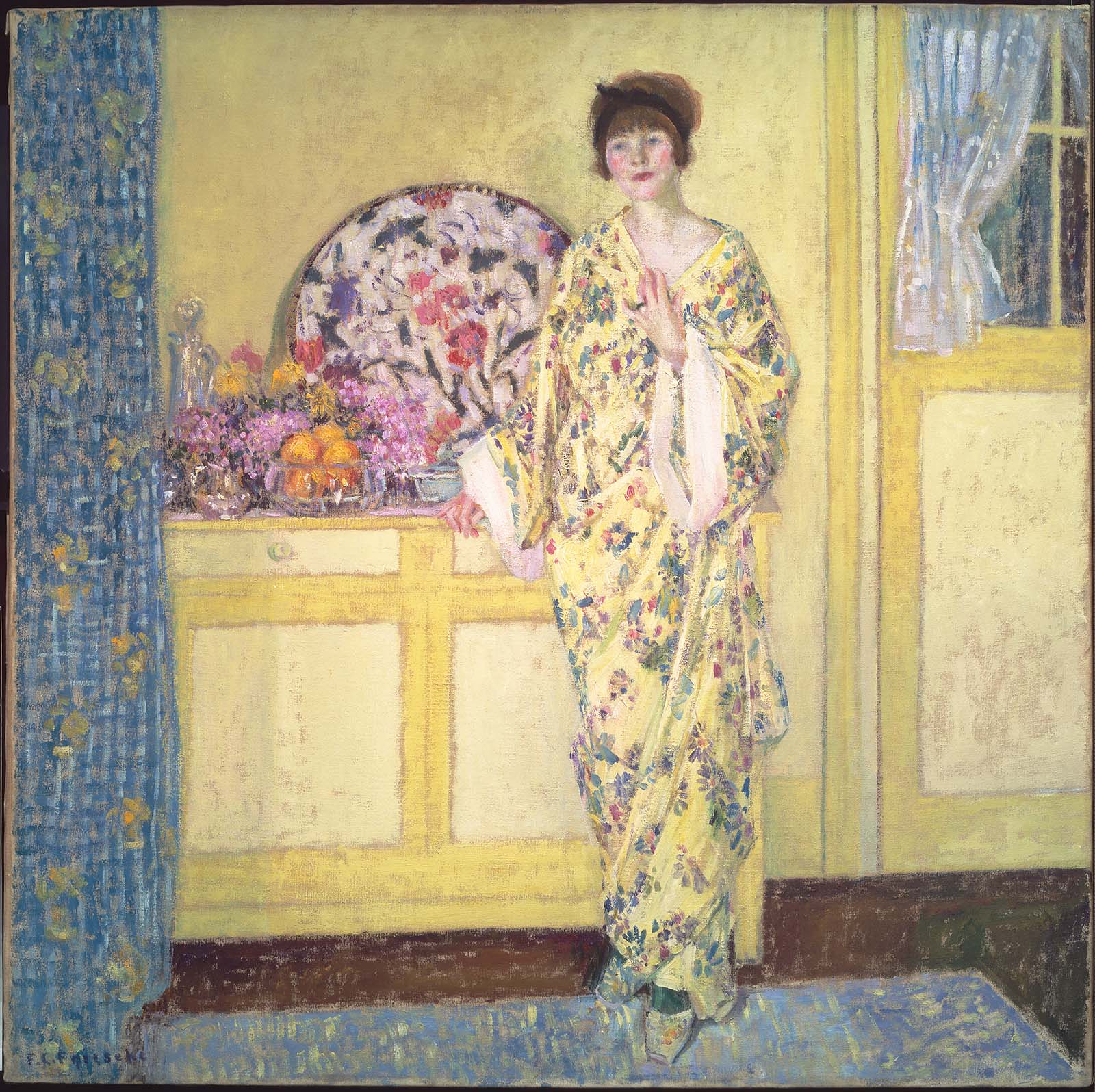
Sala groga, Frederick Carl Frieseke, 1910
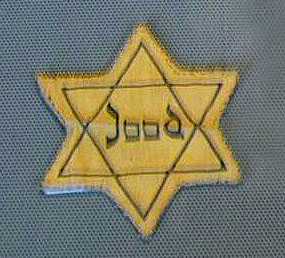
Els jueus de l'Europa ocupada pels nazis havien de portar insígnia groga com aquesta.
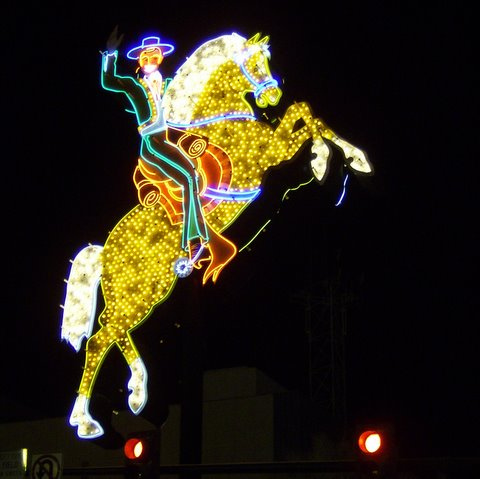
El groc va ser valorat per la seva gran visibilitat. Las Vegas es va convertir en un aparador de la publicitat.
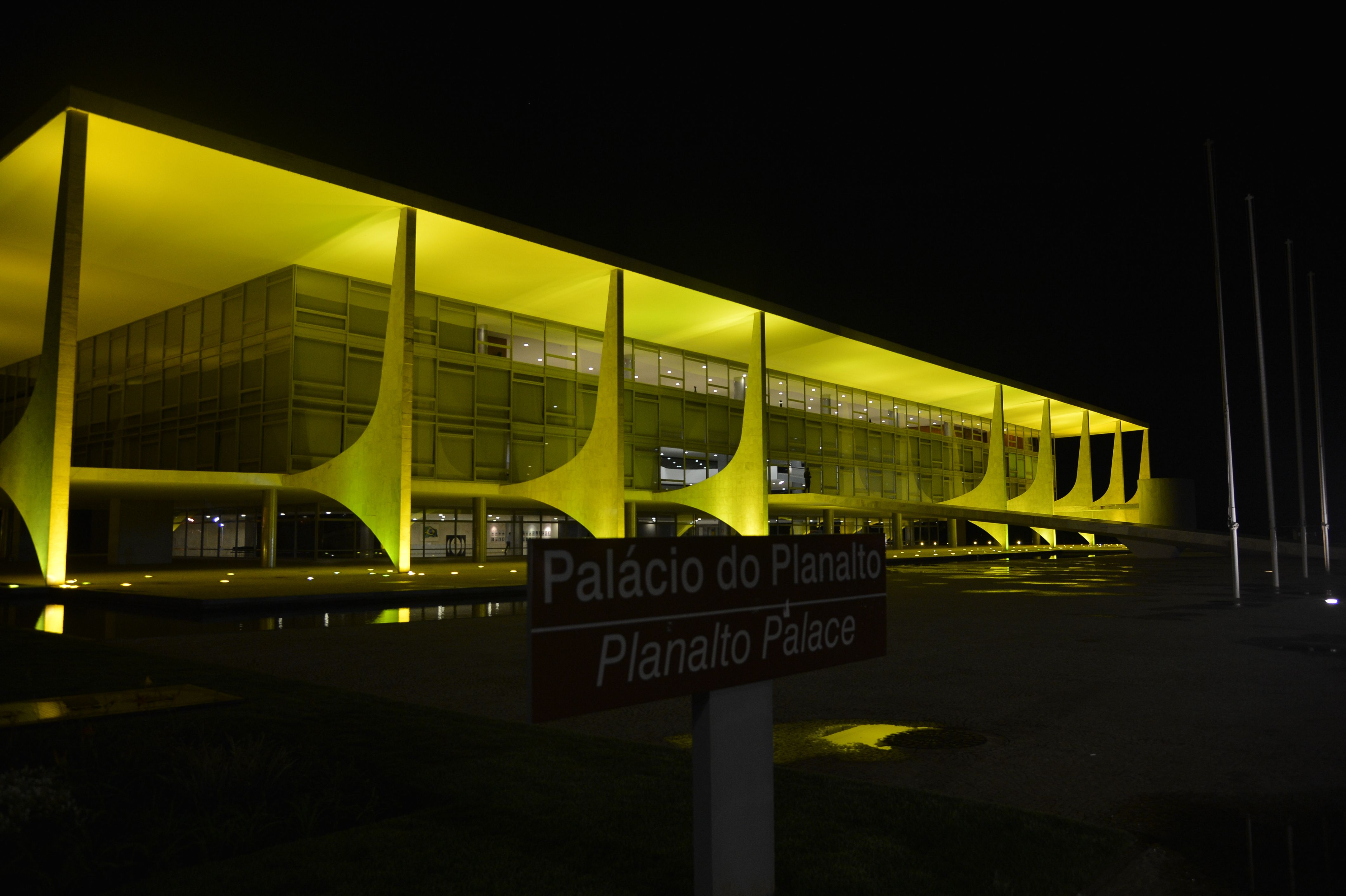
El Palácio do Planalto, lloc de treball oficial del President del Brasil, il·luminat amb llum groga.